# Asambleas presidenciales del Partido Demócrata de 2012 en Iowa
Las Asambleas del Partido Demócrata de 2012 en Iowa se hicieron el 3 de enero de 2012. Las Asambleas del Partido Demócrata son una elección primaria, con 10 delegados, para elegir al candidato del partido Demócrata para las elecciones presidenciales de Estados Unidos de 2012.  En el estado de Iowa estuvieron en disputa 54 delegados, en la cual fueron asignados todos a Barack Obama, a como se había previsto, debido a que no hubo un candidato que lo retara.

## Elecciones

### Resultados
| Asambleas del Partido Demócrata de 2012 en Iowa | Asambleas del Partido Demócrata de 2012 en Iowa | Asambleas del Partido Demócrata de 2012 en Iowa | Asambleas del Partido Demócrata de 2012 en Iowa | Asambleas del Partido Demócrata de 2012 en Iowa | Asambleas del Partido Demócrata de 2012 en Iowa |
| Partido                                         | Partido                                         | Candidato                                       | Votos                                           | Porcentaje                                      | Votos electorales                               |
| ----------------------------------------------- | ----------------------------------------------- | ----------------------------------------------- | ----------------------------------------------- | ----------------------------------------------- | ----------------------------------------------- |
|                                                 | Demócrata                                       | Barack Obama                                    | -                                               | 98%                                             | 10                                              |
|                                                 | Demócrata                                       | Otros                                           | -                                               | 2%                                              | 0                                               |
| Total                                           | Total                                           | Total                                           | -                                               | 100%                                            | 54                                              |